# Нурудинов, Махач Шамильевич
Махач Шами́льевич Нуруди́нов (15 декабря 1977, Каспийск, Дагестанская АССР, РСФСР, СССР) — российский и азербайджанский боксёр, участник летних Олимпийских игр в Сиднее.

## Биография
Отец привел Махача в первую секцию бокса СДЮШОР к заслуженном тренеру России Магомеда Магомедова, который на тот момент являлся одним из первых тренеров по боксу в Каспийске. Махач перешел со временем в секцию бокса к заслуженному тренеру России Нурипаше Талибову. 
В 2000 году выступал в составе сборной Азербайджана на Олимпийских играх в Сиднее, где в первом же поединке проиграл российскому боксёру Александру Малетину. Махач мог принять участие и на Олимпийских играх в Афинах, но по инициативе главного тренера соборной Белоруссии по боксу Хаджимурада Абдулабекова он с коллегой по сборной Азербайджана, каспийчанином Магомедом Арипгаджиевым перебрался в Беларусь, пробыл некоторое время здесь, однако по семейным обстоятельствам вернулся в Каспийск. 

## Личная жизнь
- Брат: Магомед — также боксёр, участник Олимпийских игр в Пекине.
- Отец: Шамиль работал шофером в СМУ-5
- Мать: Маржанат работала медсестрой.
- В 1994 году окончил школу № 4 в Каспийске.
- В 1999 году окончил исторический факультет ДГПУ.